# راجر برایرلی
راجر برایرلی (انگلیسی: Roger Brierley؛ ‏ ۲ ژوئن ۱۹۳۵ – ۲۳ سپتامبر ۲۰۰۵) بازیگر اهل بریتانیا بود.
از فیلم‌ها یا برنامه‌های تلویزیونی که وی در آن نقش داشته‌است، می‌توان به سوپرمن ۲، ماهی‌ای به نام وندا، شرلوک هلمز جوان، دکتر هو، جناح، بومارشه، گستاخ، علی جی اینداهوس، درباره یک پسر و پوآرو اشاره کرد.